# Els abandonats
Els abandonats (títol original: The Abandoned) és un thriller de terror i dramàtic angloespanyol dirigit per Nacho Cerdà, estrenat l'any 2006 al cinema. Ha estat doblada al català.

## Argument
L'any 1966, un camió circula per una carretera forestal a bord amb una dona greument lesionada i dos nadons plorant. Arriba fins a la granja d'un patriarca rus, on la dona sucumbeix a les seves ferides deixant els dos nens orfes. Anys més tard, un avió procedent dels Estats Units aterra a Rússia. A bord es troba Marie, una productora de cinema americana d'origen rus. Adoptada quan va néixer, Marie mai no ha pogut saber res dels seus pares, i si el seu nom és "Mila". Però alguns dies abans del seu 42 aniversari, un notari, Andrei Micharine, li anuncia sobtadament que ha trobat la pista de la seva mare i la convida a anar a Rússia per rebre la seva herència. Es tracta d'una gran granja aïllada, construïda en una petita illa.

## Repartiment
- Anastasia Hille: Marie Jones
- Karel Roden: Nikolai
- Valentin Ganev: Andrei Micharine / Kolya Kaidanovsky
- Paraskeva Djukelova: la mare de Marie
- Carlos Reig-Plaza: Anatoliy
- Kalin Arsov: el patriarca rus, l'any 1966
- Svetlana Smoleva: la dona del patriarca, l'any 1966
- Anna Panayotova: la noia del patriarca, l'any 1966
- Jordanka Angelova: la dona cega, els nostres dies
- Valentin Goshev: el patriarca, els nostres dies
- Jasmina Marinova: la dona del patriarca
- Monica Baunova: Emily
- Marta Yaneva: Natalya

## Rebuda
- Premis 2006: Festival de Sitges: Secció oficial llargmetratges a concurs
- Crítica": Es troba a faltar, sobretot, un empaquetat narratiu més solvent. (...) manté cert poder visual gràcies a la fotografia. No obstant això, el guió sempre es mostra tan capritxós com truculent."[4]